# Die letzten Glühwürmchen
Die letzten Glühwürmchen (jap. 火垂るの墓, Hotaru no Haka, „Das Grab der Leuchtkäfer“, Alternativtitel: Die letzten Leuchtkäfer) ist ein Anime-Film von Studio Ghibli unter der Regie von Isao Takahata. Er basiert auf der 1967 veröffentlichten, teilweise autobiografischen Kurzgeschichte „Das Grab der Leuchtkäfer“ (im Japanischen unter dem gleichen Titel wie der Film erschienen) von Akiyuki Nosaka, dessen Schwester im Zweiten Weltkrieg verhungerte.

## Handlung

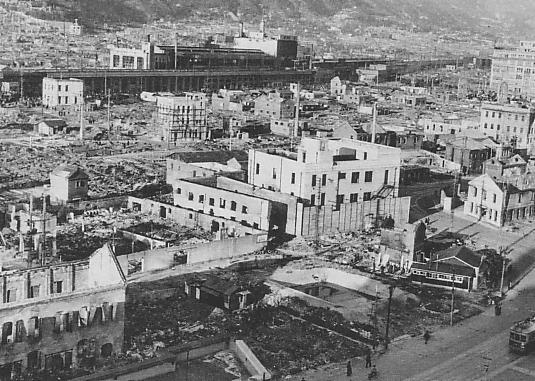
Kobe nach Bombenangriffen 1945

Die letzten Glühwürmchen spielt in der Endphase des Zweiten Weltkrieges in Japan und erzählt vom verzweifelten Kampf des vierzehnjährigen Jungen Seita und seiner vierjährigen Schwester Setsuko um das nackte Überleben in der ausgebombten Stadt Kōbe. Bereits zu Beginn wird das tragische Ende vorweggenommen: Seita stirbt völlig abgemagert und unbeachtet in einem dunklen Winkel einer Bahnhofswartehalle. Der Film beginnt mit dem Satz „Am 21. September 1945 bin ich gestorben“ und zeigt dann einen Bahnhofswärter, der den Jungen durchsucht und dessen zerbeulte Bonbondose wegschmeißt, wobei etliche Glühwürmchen in die Nacht auffliegen. In einer großen Rückblende erfährt der Zuschauer die einzelnen Leidensstationen des Geschwisterpaares.
Als ihre Mutter nach einem Bombenangriff auf die Hafenstadt Kōbe stirbt, ziehen Seita und Setsuko zunächst zu ihrer Tante. Da sich der Junge nicht am Wiederaufbau beteiligt, sondern lieber mit seiner oft weinenden Schwester spielt, spannt sich das Verhältnis zur Tante an, welche ihnen auch wegen der schlechten Versorgungslage immer weniger zu essen gibt. Die Kinder beschließen, sich fortan selbst zu versorgen, und ziehen in einen alten höhlenartigen Bunker außerhalb der Stadt.
Obwohl Seita beginnt, auf Gemüsefeldern Nahrung zu stehlen und bei Bombenangriffen Häuser zu plündern, um die gestohlenen Sachen zu verkaufen, werden die Nahrungsmittel für ihn und Setsuko immer knapper. Bei einem Diebstahl wird Seita erwischt, von dem Bauern deswegen geschlagen und zur Polizei geschickt, aber der Polizist merkt, dass Seita am Verhungern ist, und lässt ihn frei. Schließlich stirbt das kleine Mädchen an einer fiebrigen Erkrankung aufgrund der Unterernährung und bekommt von ihrem Bruder eine einsame Feuerbestattung.
Seita, der kurz zuvor zunächst von der Kapitulation Japans und somit auch vom Tod seines Vaters erfahren hat (er hatte bei der nun untergegangenen kaiserlichen Marine gedient), verliert schließlich auch seinen Lebensmut, denn sein Vater war für ihn der letzte Hoffnungsfunken.

## Hintergrund
Die Kurzgeschichte von Akiyuki Nosaka erschien im Oktober 1967 im Literaturmagazin All Yomimono des Verlags Bungeishunjū. Nosaka erhielt hierfür und für das einen Monat zuvor veröffentlichte Amerika Hijiki über das Leben in der unmittelbaren Nachkriegszeit den Naoki-Preis. Beide Texte wurden dann im Februar 1968 mit vier weiteren Kurzgeschichten im Kurzgeschichtenband Amerika Hijiki / Hotaru no Haka ISBN 4-10-111203-7 in Buchform zusammengefasst. In deutscher Sprache erschienen die Geschichten als Das Grab der Leuchtkäfer und Algen aus Amerika 1992 bei Rowohlt in einer Übersetzung von Irmela Hijiya-Kirschnereit.
Der Titel verwendet statt der üblichen Schreibweise für hotaru, 蛍 „Glühwürmchen, Leuchtkäfer“ die abweichenden Schriftzeichen 火垂る, die eigentlich anders gelesen werden (Jukujikun) und sinngemäß „vom Himmel fallendes Feuer“ bedeuten, womit sich der Titel alternativ auch als „Das Grab des Bombenhagels“ lesen lässt.
Der japanische Sender Nippon Television realisierte im Jahr 2005 einen Spielfilm, der die Ereignisse aus dem Blickwinkel der Tante, gespielt von Nanako Matsushima, zeigt. Erstausstrahlung des Films war der 1. November 2005.
Die von Setsuko und Seita in einigen Szenen gelutschten Bonbons sind die seit 1908 verkauften Sakuma Drops. Heute haben die Dosen gelegentlich auch Setsuko als Motiv.

## Veröffentlichung
Der Film kam am 16. April 1988 in die japanischen Kinos, wo er gemeinsam mit Mein Nachbar Totoro in Doppelvorstellungen gezeigt wurde.
Erstmals wurde der Film am 17. Mai 2002 in Deutschland vom Anime-Label Anime Virtual (heute Kazé) auf VHS und in der Folge am 27. August 2002 auf dem damals noch recht neuen Medium DVD veröffentlicht. Am 22. Oktober 2004 erfolgte eine Neuauflage als Collector’s Edition mit beiliegenden Sammelkarten, einem Artbook und der Kurzgeschichte, auf deren Vorlage der Film beruht. Eine erneute DVD-Veröffentlichung als Deluxe-Edition mit einer Galerie, einem Interview mit Isao Takahata, Making Of und Booklet erfolgte am 26. November 2007. Am 27. September 2013 erschien der Film auf Blu-ray bei Kazé in der traditionellen Studio Ghibli Blu-ray Collection-Edition.
Am 16. September 2024 wurde der Film „Die letzten Glühwürmchen“ auf Netflix veröffentlicht, allerdings nur auf Japanisch mit deutschen Untertiteln, obwohl eine deutsche Synchronisation vorliegt.

## Synchronisation
Die deutsche Synchronisation entstand erst im Jahr 2000, nach einem Dialogbuch und unter der Dialogregie von Mario von Jascheroff, bei der Interopa Film GmbH in Berlin. 2024 entstand eine neue Synchronfassung, für das Dialogbuch und die Dialogregie war nun Yannik Raiss verantwortlich.
| Rolle                     | Japanischer Sprecher (Seiyū) | Deutscher Sprecher (2000) | Deutscher Sprecher (2024) |
| ------------------------- | ---------------------------- | ------------------------- | ------------------------- |
| Seita Yokokawa            | Tsutomu Tatsumi              | Gerrit Schmidt-Foß        | Oliver Szerkus            |
| Setsuko Yokokawa          | Ayano Shiraishi              | Adak Azdasht              | Leni Mitschke             |
| Mutter                    | Yoshiko Shinohara            | Ulrike Stürzbecher        | Marie Bierstedt           |
| Tante                     | Akemi Yamaguchi              | Rita Engelmann            | Agnes Hilpert             |
| Arzt                      | Michio Denpô                 | Wolfgang Ostberg          |                           |
| Cousine                   | Kazumi Nozaki                | Maria Sumner              |                           |
| Obayashi                  | Kôzô Hashida                 | Lothar Blumhagen          | Hanns Jörg Krumpholz      |
| Polizist                  | Kiyoshi Yanagawa             | Hasso Zorn                |                           |
| Bauer                     |                              | Ulrich Voß                | Achim Buch                |
| Holzhändler               |                              | Frank Ciazynski           |                           |
| Krämer                    |                              | Alexander Herzog          |                           |
| Untermieter               |                              | Thomas Nero Wolff         |                           |
| Frau an der Sammelstation |                              | Tanja Geke                | Luise Helm                |
| Landwirt                  |                              |                           | Engelbert von Nordhausen  |
| Verteiler                 |                              |                           | Andreas Meese             |

## Rezeption
Die Kritiken fielen mehrheitlich sehr positiv aus.

„Ein anrührendes Anime, das schonungslos die Schrecken des Krieges thematisiert und sie in den Augen der Kinder spiegelt; ein Zeichentrickfilm von großer Ernsthaftigkeit, der alles Kindliche des Genres hinter sich lässt und dem Genre eine neue Zuschauerschicht eröffnet, ohne zu drastischen Gewaltdarstellungen und sexistischen Allgemeinplätzen greifen zu müssen.“

„Der Animationsfilm aus dem Hause Ghibli erreicht dabei eine enorme emotionale Intensität, so dass sich unabdingbar ein Gefühl der Betroffenheit, Traurigkeit und Fassungslosigkeit einstellt.“

‘Grave of the Fireflies’ is an emotional experience so powerful that it forces a rethinking of animation.

„„Die letzten Glühwürmchen“ ist eine so machtvolle emotionale Erfahrung, dass es eine Neubewertung von Zeichentrickfilmen geradezu erzwingt.“

Der Film wurde vom deutschen Kinder- und Jugendfilmzentrum als „Top-Video“ bewertet. Das Lexikon des internationalen Films empfahl aufgrund der schonungslosen Darstellung der Schrecken des Krieges entgegen der FSK-Einstufung ab 6 Jahren eine Altersbeschränkung von 16 Jahren.